# Клавдия Пульхра
Кла́вдия Пу́льхра (лат. Claudia Pulchra; родилась, предположительно, в 14 году до н. э., Римская империя — казнена в 26 году, Рим, Римская империя) — древнеримская матрона, принадлежавшая по рождению к Клавдиям Пульхрам, дочь Клавдии Марцеллы-младшей и Марка Валерия Мессалы Барбата Аппиана. Стала третьей и последней супругой Публия Квинтилия Вара, погибшего в ходе вероломного нападения германцев в Тевтобургском лесу.

## Происхождение
Клавдия Пульхра приходилась дочерью Гаю Клавдию Пульхру, патрицию по рождению, усыновлённому, уже после рождения дочери, в патрицианский род Валериев Мессал консулом-суффектом 32 года до н. э. Марком Валерием Мессалой в конце 14 года до н. э. Матерью Клавдии являлась Клавдия Марцелла, происходившая из плебейской ветви рода Клавдиев, младшая из дочерей консула 50 года до н. э., известного помпеянца Гая Клавдия Марцелла.
После того, как отец Клавдии Гай Пульхр был усыновлён, у него родился сын, приходившийся, таким образом, братом Клавдии и получивший имя Марк Валерий Мессала Барбат.

## Жизнеописание
Клавдия около 2 года была выдана замуж за Публия Квинтилия Вара. Известно, что она стала его третьей супругой лишь после того, как скончалась Випсания Марцелла, состоявшая с Квинтилием в браке и бывшая двоюродной сестрой Клавдии по материнской линии.
Публий Квинтилий Вар был выходцем из старинной патрицианской семьи; через первый и второй браки стал близким другом Октавиана Августа и Агриппы. В 13 году до н. э. он стал ординарным консулом совместно с пасынком императора, Тиберием. 
У Клавдии и Публия Вара-старшего около 4 года родился сын, унаследовавший отцовский преномен. Последний ещё в детстве был помолвлен с одной из дочерей Германика (по всей видимости, Ливиллой), однако, после катастрофы в Тевтобургском лесу помолвка была разорвана Августом(И, как полагают учёные, этот сын позднее взял в жёны Плавтию Латерану, в этом браке родилась дочь, Квинтилия.).
Клавдия Пульхра продолжала жить в Риме и после того, как овдовела. Она приходилась двоюродной сестрой и подругой Агриппине Старшей, из-за чего впала в немилость у Тиберия и его временщика, всесильного командира преторианцев Луция Элия Сеяна. В 26 году была обвинена Гнеем Домицием Афром в прелюбодеянии, колдовстве и заговоре против принцепса и, несмотря на заступничество Агриппины, была осуждена и казнена. А вскоре и её сын, Вар Младший, был обвинён тем же Домицием Афром и Публием Корнелием Долабеллой в оскорблении величия римского народа, однако, сенат не дал ход делу; впрочем, исход этого процесса неизвестен.